# Феррошпинели
Феррошпинели — группа минералов из семейства шпинелей с общей формулой {\displaystyle {\ce {MA2O4}}} где — {\displaystyle {\ce {M}}} двухвалентный или трехвалентный химический элемент; {\displaystyle {\ce {A}}} — {\displaystyle {\ce {Fe^3+, Mn^3+}}}. Как и у шпинелей других групп, состав феррошпинелей очень непостоянен, поэтому выделение отдельных минералов довольно условно. В большинстве случаев они образуют изоморфные ряды между собой, а также с алюмошпинелями и хромшпинелями. Крайние члены изоморфных рядов встречаются редко. Треворит отличается бо́льшим постоянством состава. Магнезиоферрит в природе встречается исключительно редко — лишь среди продуктов вулканической деятельности, тогда как минералы промежуточного состава — магномагнетит и обогащенные магнием магнетиты — характерны для трапповой формации.